# Valentin Veltheim
Valentin Veltheim auch: Velthem, Velthemius, (* 11. März 1645 in Halle; † 25. April 1700 in Jena) war ein deutscher Moralphilosoph und lutherischer Theologe.

## Leben
Veltheim war der Sohn des Ratsherrn Valentin Velthem (* 3. Dezember 1607; † 19. Mai 1664) und dessen am 30. Mai 1643 geheirateter zweiter Frau Anna Gantzland († 8. Juni 1659). Er wurde am 13. März 1645 getauft. Veltheim besuchte das Gymnasium in Halle, welches unter der Leitung des Rektors Valentin Berger (* 18. Januar 1620; † 22. Mai 1675) und des Konrektors Martin Lipenius stand. Durch Johannes Olearius gefördert, bezog er im Sommersemester 1664 die Universität Jena, um Theologie zu studieren. So fand er in Jena zunächst in Christian Chemnitz einen ersten Bezugspunkt. Die Voraussetzungen für ein solches Studium, war ein elementares Grundstudium der philosophischen Wissenschaften. Zu diesem Zweck besuchte er die Vorlesungen von Johann Zeisold, Johann Frischmuth, Erhard Weigel, Johann Andreas Bose, Caspar Posner und Georg Götze.
Nachdem er in kurzer Zeit zum Magister der philosophischen Wissenschaften avanciert war, wendete er sich den theologischen Studien zu. So nutzte er hierzu die Vorlesungen von Johannes Musaeus, Christian Chemnitz, Johann Ernst Gerhard der Ältere, Sebastian Niemann und Friedemann Bechmann. Daneben beteiligte er sich auch am Vorlesebetrieb der Salana. So wurde er im August 1672 zum Professor für Ethik und Politik ernannt und übernahm 1679 den Lehrstuhl für Logik und Metaphysik. Nachdem er am 14. Januar 1680 zum Doktor der Theologie promoviert hatte, wurde er 1683 Professor der Theologie, welche Aufgabe er bis zu seinem Lebensende ausführte. Zudem beteiligte sich an den organisatorischen Aufgaben der Salana. So war er einige Male Dekan der philosophischen, sowie theologischen Fakultät und im Sommersemester 1681, sowie den Wintersemestern 1685, 1691, 1695, 1699 Rektor der Alma Mater. Bekannt geworden ist er vor allem im Gelehrtenstreit mit Samuel von Pufendorf, als er diesen 1674  mit seiner Schrift Vera et genuina fundamenta juris naturae contra Pufendorfium angriff. Sein theologisches Hauptwerk ist die 1691 erschienene Theologia moralis.

## Familie
Veltheim verheiratete sich am 17. Juni 1673 in Jena mit Catharina Elisabeth Frischmuth, die Tochter seines Lehrers Professor Johann Frischmuth. Aus der Ehe gingen Kinder hervor. Von diesen kennt man:
- Valentin Gottlieb Velthem * Jena; immatr. 19. Juli 1681 u. WS 1693
- Georg Gerhard Velthem * Jena; immatr. 4. Februar 1692 u. 19. Juni 1706
- Johann Conrad Velthem * Jena immatr. 3. Februar 1686 u. 31. Dezember 1699, 31. Januar 1711 Kandidat med.
- Maria Katharina Velthem († 1676)
- Catharina Sybilla Velthem

## Werke (Auswahl)
- De potentia causatiua. Jena 1668.
- Ortus principiorum in mente humana. Jena 1669.
- Selecta quaedam e generationis doctrina petita Themata. Jena 1671.
- De dominio in genre et specie, cumprimis v. de imperio. Jena 1672 (uni-jena.de).
- Ius antiquissimum et Rhadamenteum, ut, qui malefecit, malum ferat. Jena 1673 (uni-jena.de).
- De consortio delinquentium. Jena 1673 (uni-jena.de).
- Ius imperii quaesitum. Jena 1674.
- Moralitas merae cogitationis. Jena 1675.
- Sceptrum directiuum. Jena 1676.
- de causa morali. Jena 1678.
- de notionis formaliter nonnullis receptis ac frequentibus, earumque usu inprimis in disciplinis practicis. Jena 1679.
- Moralitas belli a principe non laeso aduersus alienum populum sub religionis saluisicae praetextu gesti. Jena 1680.
- Prodromus vindicarum pro legitima eaque vere divina, Ministrorum Ecdesiae nostrae vocatione. Jena 1681.
- Metaphysica axiomatica. 1682.
- Leges inter armaloquentes. Jena 1683.
- De juramentis diuinis et humanis. Jena 1684.
- De Canone et liris Canonicis. Jena 1686.
- Decas Disputationum theologicarum, 1688.
- Theologia moralis. Jena 1691 (uni-jena.de).
- Dissertatio Theologica, qua Sacra Coena vera ac realis praesentia panis et vini (contra omnes Pontificios) coporis et sanguinis Saluatoris nostri (contra omnes Reformatos) defenditur. Jena 1695.
- Theologia acroamatica. Jena 1697.